# Chef du gouvernement de la ville de Mexico
 (mars 2009).
Si vous disposez d'ouvrages ou d'articles de référence ou si vous connaissez des sites web de qualité traitant du thème abordé ici, merci de compléter l'article en donnant les références utiles à sa vérifiabilité et en les liant à la section « Notes et références ».
Le chef du gouvernement de la ville de Mexico (en espagnol, Jefe de Gobierno de la Ciudad de México), souvent appelé « maire » ou « gouverneur » de Mexico en dehors du Mexique, dirige le pouvoir exécutif de la ville de Mexico, entité fédérative et capitale du Mexique.
La fonction est occupée par Clara Brugada, du Mouvement de régénération nationale (MORENA), depuis le 5 octobre 2024.

## Élection
Il est élu au suffrage universel pour un mandat non renouvelable de six ans concomitant au mandat présidentiel. En cas de démission ou d'empêchement avant le terme du mandat, les fonctions sont exercées par le secrétaire à l'Intérieur de Mexico et un chef de gouvernement par intérim est élu par le Congrès de la ville de Mexico.

## Histoire de la fonction
De 1915 à 1928, Mexico est dirigée par le gouverneur du District fédéral puis, de 1929 à 1997, par le chef du département du District fédéral, représentant le président du Mexique qui le nomme directement, souvent appelé régent de Mexico.
La fonction de chef de gouvernement du District fédéral est créée à la suite de la réforme constitutionnelle de 1993 instituant l'élection de ce dernier pour six ans au suffrage universel, qui a lieu pour la première fois en 1997. Depuis 2016, il est le chef de gouvernement de la Ville de Mexico, entité fédérative du Mexique.

## Liste des chefs de gouvernement du district fédéral puis de la ville de Mexico
| Nom                         | Photographie         | Parti politique                     | Mandat                              | Remarques |
| --------------------------- | -------------------- | ----------------------------------- | ----------------------------------- | --- |
| Cuauhtémoc Cárdenas         | Cauhtémoc Cárdenas   | Parti de la révolution démocratique | 5 décembre 1997 - 30 septembre 1999 | Élection le 6 juillet 1997, démission pour cause de candidature à l'élection présidentielle                                      |
| Rosario Robles              | Rosario Robles       | Parti de la révolution démocratique | 1er octobre 1999 - 4 décembre 2000  | Intérim à la suite de la démission de Cauhtémoc Cárdenas                                                                         |
| Andrés Manuel López Obrador | López Obrador        | Parti de la révolution démocratique | 5 décembre 2000 - 7 avril 2005      | Élection le 2 juillet 2000, empêchement à la suite de la levée de son immunité (desafuero)                                       |
| Alejandro Encinas Rodríguez | Alejandro Encinas    | Parti de la révolution démocratique | 7 avril 2005 - 25 avril 2006        | Intérim, à la suite de l'empêchement de López Obrador                                                                            |
| Andrés Manuel López Obrador | López Obrador        | Parti de la révolution démocratique | 26 avril 2005 - 29 juillet 2005     | Réinstallation, démission pour cause de candidature à l'élection présidentielle                                                  |
| Alejandro Encinas Rodríguez | Alejandro Encinas    | Parti de la révolution démocratique | 30 juillet 2005 - 4 décembre 2006   | Intérim, à la suite de la démission de López Obrador                                                                             |
| Marcelo Ebrard              | Marcelo Ebrard       | Parti de la révolution démocratique | 5 décembre 2006 - 4 décembre 2012   | Élection le 6 juillet 2006 |
| Miguel Ángel Mancera        | Miguel Ángel Mancera | Parti de la révolution démocratique | 5 décembre 2012 - 18 avril 2018     | Élection le 1er juillet 2012 |
| José Ramón Amieva           | José Ramón Amieva    | Parti de la révolution démocratique | 18 avril - 5 décembre 2018          | Élection le 18 avril 2018. Intérim, élu par l'Assemblée législative de la Ville de Mexico pour compléter la mandature 2012-2018. |
| Claudia Sheinbaum           |                      | Mouvement de régénération nationale | 5 décembre 2018 - 16 juin 2023      | Élection le 1er juillet 2018 |
| Martí Batres                |                      | Mouvement de régénération nationale | 16 juin 2023 - 4 octobre 2024       | Intérim, à la suite de la démission de Claudia Sheinbaum.                                                                        |
| Clara Brugada               |                      | Mouvement de régénération nationale | depuis le 5 octobre 2024            | Élection le 2 juin 2024 |